# Krnsko pogorje
Krnsko pogorje je gorska veriga v Vzhodnih Julijskih Alpah. Poteka od Trente na severozahodu do Tolmina na jugovzhodu, kjer prehajajo v verigo Spodnjih bohinjskih gora. Južna pobočja gora so večinoma prerasla z visokogorskimi travniki, ki se strmo spuščajo v dolino Soče. Severna pobočja pa tvorijo predvsem skalne stene, ki gledajo proti osrčju Julijskih Alp.
V Krnskem pogorju se nahaja tudi skupina visokogorskih jezer, imenovanih Krnska jezera, kjer leži tudi največje visokogorsko jezero v Sloveniji, Krnsko jezero.
Najvišji vrh pogorja je gora Krn (2244 m), vzhodno od Krna pa ležita slikoviti gori Batognica in Vrh nad Peski.
Tekom Prve svetovne vojne  je bilo Krnsko pogorje prizorišče visokogorskih bojišč Soške fronte (1914–1917), na kar opominjajo številni ostanki orožja, vojaških poti, kavern, podzemnih tunelov in rovov po pobočjih gora.